# Clastobryum caudatum
Clastobryum caudatum är en bladmossart som beskrevs av Fleischer 1923. Clastobryum caudatum ingår i släktet Clastobryum och familjen Sematophyllaceae. Inga underarter finns listade i Catalogue of Life.